# Закон о гражданских правах (1957)
Зако́н о гражда́нских права́х 1957 года (англ. Civil Rights Act of 1957) был первым в XX столетии федеральным законом о гражданских правах после аналогичного акта, принятого в 1875 году.
Постановление Верховного суда США от 17 мая 1954 года по делу «Браун против Совета по образованию» выдвинуло проблему десегрегации школ на передний план общественного внимания, поскольку лидеры демократов Юга начали кампанию «массового сопротивления» десегрегации. В разгар этой кампании Президент США Дуайт Эйзенхауэр предложил законопроект о гражданских правах, призванный обеспечить федеральную защиту избирательных прав афроамериканцев, большинство которых на южных штатах США были лишены избирательных прав по государственным и местным законам. Хотя законопроект о гражданских правах был принят Конгрессом США, противники закона с помощью поправок Андерсона-Эйкена и О'Мэйони смогли убрать или ослабить несколько его положений, значительно размыв его прямое воздействие. Во время дебатов по закону сенатор Стром Термонд пытался затянуть его рассмотрение в Сенате США. Под руководством лидера большинства в Сенате США Линдона Джонсона была принята смягчённая, но приемлемая версия из Палаты Представителей США, из которой были удалены строгие положения о защите избирательного права.
Несмотря на низкую влиятельность интересов волеизъявления афроамериканцев, закон провозгласил формирование постоянно действующих Комиссии США по гражданским правам и Отдела гражданских прав в Министерстве юстиции США. Позже Конгресс США примет гораздо более эффективные законы о гражданских правах в 1960, 1964 и 1968 годах и закон об избирательных правах в 1965 году.

## Предпосылки
После решения Верховного суда США по делу Брауна, которое в конечном итоге привело к интеграции государственных школ, белые южане начали кампанию «массового сопротивления». Вследствие возросшего после этого насилия в отношении чернокожих Президент США приказал десантникам в Литл-Роке защитить девять чернокожих подростков, обучающихся в государственной школе — впервые с эпохи Реконструкции на Юге были развёрнуты федеральные войска для решения вопросов гражданских прав. Продолжались физические нападения на подозреваемых активистов и взрывы школ и церквей на Юге. Отчасти в попытке смягчить призывы к более далеко идущим реформам Эйзенхауэр предложил законопроект о гражданских правах, который усилил бы защиту избирательных прав афроамериканцев.
К 1957 году только около 20 % чернокожих было зарегистрировано для голосования. Несмотря на то, что они составляли большинство во многих административных и избирательных округах на Юге, большинство чернокожих были фактически лишены избирательных прав из-за дискриминационных правил и законов о регистрации избирателей в этих штатах с конца XIX и начала XX веков, которые активно внедрялись и пропагандировались демократами Юга. Организации по защите гражданских прав собрали доказательства дискриминационной практики, такой как проведение тестов на грамотность и понимание, а также налоги на голосование. Хотя штаты имели право устанавливать правила регистрации избирателей и выборов, Правительство США взяло на себя надзорную функцию по обеспечению конституционного права граждан голосовать за федеральных должностных лиц: выборщиков Президента США и Вице-президента США, а также членов Конгресса США.

## Законодательный путь

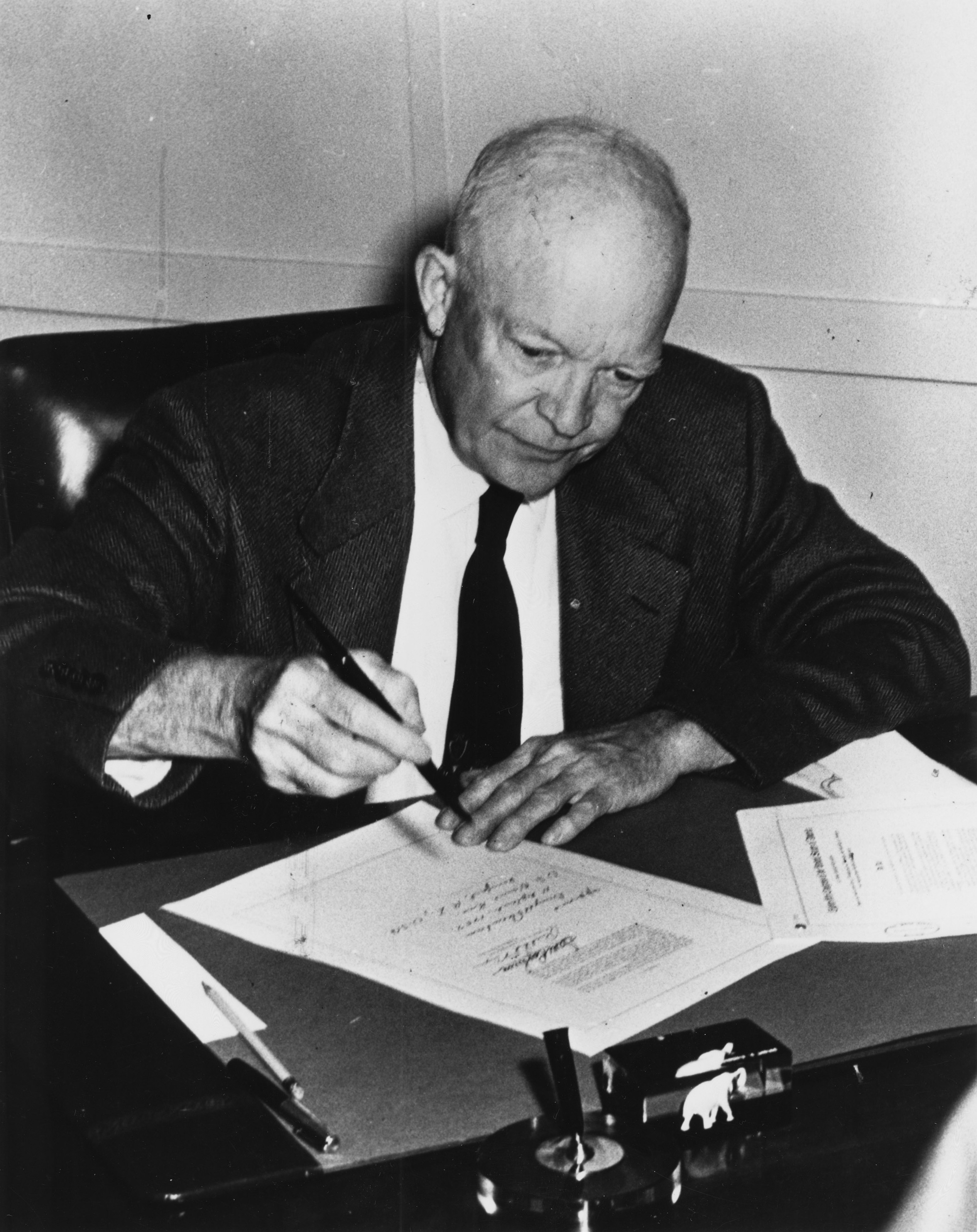
Президент США Дуайт Эйзенхауэр за подписанием закона в своей резиденции в Ньюпорте. 9 сентября 1957 года.

Линдон Джонсон понял, что законопроект и его прохождение через Конгресс США могут расколоть его партию, поскольку демократы Юга яростно выступали против гражданских прав, а его северные члены были решительно за них. Сенаторы-демократы Юга занимали важные посты в многочисленных Комитетах в основном из-за своего большого трудового стажа. Поскольку в течение почти столетия между окончанием Реконструкции и 1960-ми годами белые южане единодушно объединённо голосовали за демократов, демократы Юга в Конгрессе редко теряли свои места на выборах, гарантируя, что у них будет больший стаж, чем у членов Конгресса США от демократов из других частей страны. Джонсон направил законопроект в Судебный комитет Сената США, председатель которого Джеймс Истленд после этого кардинально изменил законопроект. Сенатор-демократ Ричард Рассел усмотрел в законопроекте стремление федерального Правительства навязать свои законы штатам. Джонсон стремился от защитников гражданских прав, выступающих за принятие законопроекта, а также демократов, выступающих против гражданских прав, осознать факт ослабления ими обоими до состояния безвлиятельности.

### Поправка Андерсона-Эйкена
Двухпартийная группа сенаторов поняла, что южане не допустят принятия закона с разделом III, который уполномочивал Генерального прокурора США добиваться превентивной защиты в делах о гражданских правах. Джонсон убедил поначалу связанного с группировкой против гражданских прав сенатора-демократа Клинтона Андерсона внести поправку, исключающую положения раздела III о правоприменении, и внести её в соавторстве с сенатором-республиканцем, таким образом, обеспечив её двухпартийную популярность. Андерсон обратился к Джорджу Эйкену, который согласился стать соавтором поправки.
Эйзенхауэр не выразил энтузиазма по поводу положений раздела III. На пресс-конференции он назвал это «слишком быстрым изменением законов» и вместо этого сделал акцент на положениях об избирательных правах в разделе IV. Это уменьшило и без того слабеющую поддержку названия среди республиканцев, многие из которых выступали против расширения федеральной власти по консервативным соображениям, несмотря на их симпатии к защите гражданских прав. Сенатор-республиканец Бурк Хикенлупер назвал раздел III «нарушением гражданских прав белой расы».
Поправка Андерсона-Эйкена была принята 52 голосами при 38, голосовавшими против. Голосование по поправке разделилось не только по партийному или идеологическому признаку; против него выступил консерватор Уильям Ноуленд, но поддержал либерал Фрэнк Чёрч.

### Поправка к суду присяжных
Джонсон пытался минимизировать потери во время обсуждений и намеревался принять полностью ослабленный закон вместо надзора за похороненным законодательным актом у южан. Он предпринял шаги по эффективному ослаблению положений раздела IV, касающихся избирательных прав. Предполагаемые нарушители судебных запретов в области гражданских прав обычно имеют право на суд присяжных, за исключением гражданских исков о неуважении к суду. Поправка к суду присяжных, которая включала гарантию суда присяжных в делах о гражданском неуважении к суду, привела бы на Юге к тому, что виновные в пресечении голосования были бы оправданы полностью белым жюри присяжных, таким образом, не гарантируя предоставления избирательных прав чернокожим.
Поправка о суде присяжных была внесена не демократом-южанином, вместо этого её внёс демократ-северянин Джозеф О’Мэйони. Мотивация западных либерал-демократов возглавить дело ослабления закона объяснялась их традиционным популистским презрением к предполагаемой непропорциональной власти, которой обладают судьи для подавления трудовых протестов на Западе США, что способствовало резонансу с расширением прав суда присяжных.
2 августа 1957 года Сенат США принял поправку о суде присяжных при поддержке большинства членов Демократической партии США, как северян, так и южан. После голосования горечь многих республиканцев была заметна из-за того, что они упустили возможность возглавить борьбу за гражданские права против лживых, пристрастных демократических усилий.

После голосования эмоции захлестнули с головой. Ричард Никсон не смог сдержать своего разочарования и ярости. Когда, выходя из Палаты, журналисты спросили его реакцию, Вице-президент сказал: «Это один из самых печальных дней в истории Сената. Это было голосование против права голоса». Клэренс Митчелл отправился в офис [Уильяма Ноуленда], чтобы обсудить, что теперь делать, и с трудом мог поверить в то, что там увидел. «Этот большой, сильный, бесцеремонный Ноуленд, действительно, не выдержал и заплакал», — вспоминал Митчелл.— Роберт Кэро. Глава Сената: годы правления Линдона Джонсона. 2003 г.
Несколько консервативных сенаторов-республиканцев, проголосовавших за поправку Андерсона-Эйкена по соображениям малого правительства, выступили против поправки о суде присяжных из-за её намерения ослабить усилия по защите гражданских прав. В их числе был Генри Дворшек отметивший, что это «практически уничтожило всякую надежду на принятие эффективного законопроекта о гражданских правах».

## Прохождение
18 июня 1957 года законопроект был принят в Палате представителей США при поддержке большинства (за — 285: 167 — у республиканцев и 118 — у демократов; против — 126: 19 — у республиканцев и 107 — у демократов) обеих партий. 7 августа он был принят в Сенате США, большинством (за — 72: 43 — у республиканцев и 29 — у демократов; против — 18: 0 — у республиканцев и 18 — у демократов) обеих партий. Несмотря на большое сопротивление демократов Юга, сенаторы-демократы США из Теннесси и Техаса поддержали закон, голосование по взаимным поправкам в Палате Представителей США и Сенате США состоялось, соответственно, 27 и 29 августа. 9 сентября законопроект был подписан Президентом США.

## Торможение
28 августа 1957 года за два часа до окончательного принятия законопроекта ярый сторонник сегрегации демократ-южанин Стром Термонд устроил в одиночку самое длительное в истории Сената США его торможение продолжительностью 24 часа 18 минут в попытке не допустить вступления в силу. Считая его законопроект неконституционным он начал цитировать документы, включая законы о выборах каждого штата США, Декларацию независимости США, Билль о правах, решения Верховного суда США и Прощальное обращение Джорджа Вашингтона.
Чтобы позволить сократить кворум на сенатском слушании, из соседнего отеля были доставлены раскладушки, на которых законодатели могли спать, пока Термонд обсуждал все более неуместные и неясные темы. Другие сенаторы-южане, которые согласились в рамках компромисса не препятствовать этому законопроекту, были недовольны Термондом. Они считали, что его неповиновение выставило их некомпетентными в глазах своих избирателей. Но их мнение не было определяющим,
потому что избиратели были недовольны именно ими, по их мнению, не помогавшими Термонда.
Термонд указал, что уже существовал федеральный закон, который преследовал граждан, отказывавших избирателям в кабинках для голосования или запугивавших их, под страхом штрафа и/или тюремного заключения, но что рассматриваемый тогда законопроект мог юридически отказать в суде присяжных тем, кто продолжал это делать.
Помог протолкнуть законопроект через Палату Представителей США демократ-северянин и член Подкомитета ассигнований на оборону Чарльз Бойл.

## Последующие акты
Закон о гражданских правах 1960 года устранил некоторые недостатки закона 1957 года, расширив полномочия федеральных судей по защите избирательных прав и обязав местные власти вести исчерпывающие отчёты о голосовании для ознакомления, чтобы Правительство США могло определить, имели ли место формы дискриминации в отношении определённых групп населения.
Движение за гражданские права продолжало расширяться, протестующие проводили ненасильственные демонстрации с целью создания повода. Готовый идти на новый президентский срок, Джон Кеннеди призвал к принятию нового законопроекта в своём телеобращении о гражданских правах от 11 июня 1963 года, в котором он просил принять закон, «дающий всем американцам право на обслуживание в заведениях, открытых для публики — гостиницах, ресторанах, театрах, магазинах розничной торговли и подобных заведениях», а также «более надёжную защиту права голоса». Кеннеди произнёс речь после серии протестов за гражданские права, в первую очередь Бирмингемской кампании, которая завершилась в мае 1963 года.

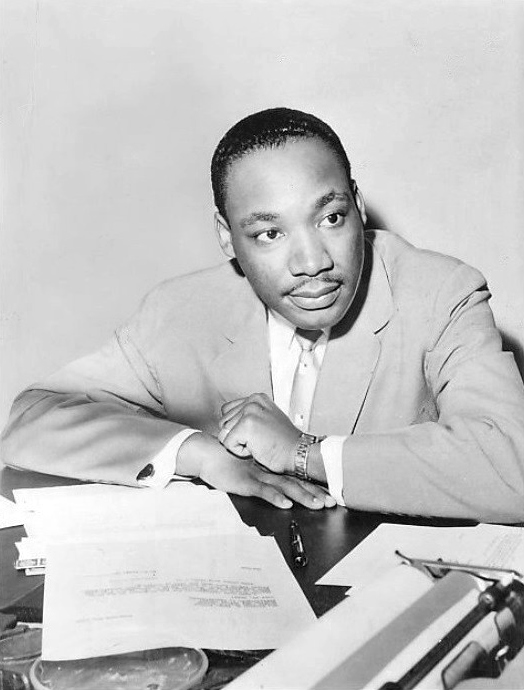
Мартин Кинг.1957 год.

Летом 1963 года несколько частей движения за гражданские права объединились для проведения в штате Миссисипи мероприятий по просвещению избирателей и их регистрации. Во время лета Свободы приехали сотни студентов с Севера и Запада страны, чтобы принять участие в предвыборных кампаниях и общественной организации. Освещение в СМИ, особенно насильственной реакции, примером которой являются убийства Чейни, Гудмана и Швернера недалеко от Филадельфии, способствовало национальной поддержке законодательства о гражданских правах.
После убийства Кеннеди ставший Президентом США Линдон Джонсон в 1964 году помог обеспечить принятие закона о гражданских правах, который сделал расовую дискриминацию и сегрегацию незаконными. В 1964—1965 годах им также было обеспечено принятие 24-й поправки к Конституции США и закона об избирательных правах, которые отменили подушный налог и другие средства, препятствующие регистрации чернокожих и бедных для голосования, установили учёт и надзор, а также предусмотрели федеральное правоприменение в районах с задокументированными формами дискриминации или низкой явкой избирателей.

## Наследие
Несмотря на принятие закона, казалось бы, указывающее на растущую приверженность Правительства США делу защиты гражданских прав, законодательство было ограниченным. Изменения в законопроекте затруднили применение закона, и к 1960 году количество голосов среди чернокожих увеличилось всего на 3 %. Его принятие продемонстрировало разную степень готовности поддержать гражданские права. Закон ограничивался защитой участия в федеральных выборах.
Мартин Кинг, которому в то время было 28 лет, был растущим лидером в Движении за гражданские права чернокожих в США и выступал против сторонников превосходства белой расы. Сегрегационисты сжигали церкви чернокожих, которые были центрами образования и организации регистрации избирателей, и физически нападали на чернокожих активистов, включая женщин. Кинг отправил телеграмму Эйзенхауэру с просьбой выступить с речью к Югу и попросил его использовать «вес >< большого поста, чтобы указать народу Юга на моральный характер проблемы». Эйзенхауэр в ответ выразил сомнение о решающей роли одной речи первого лица государства в этом вопросе в настоящий момент.
Разочарованный, Кинг отправил Эйзенхауэру ещё одну телеграмму, в которой заявил, что комментарии последнего были «глубоким разочарованием для миллионов американцев доброй воли, Севера и Юга, которые искренне надеются на >< (его) руководство в этот период неизбежных социальных перемен». Он пытался договориться о встрече с Президентом США, но получил двухчасовую встречу с Вице-президентом США Ричардом Никсоном. Сообщается, что Никсон был впечатлён Кингом и доложил Эйзенхауэру, что ему, возможно, понравится встреча с Кингом позже